# Гетто в Бече
Гетто в Бече — еврейское гетто, созданное нацистами в период оккупации Польши во время Второй мировой войны в городе Беч. Существовало с 1941 года по 17 августа 1942 года.

## История
Нацисты захватили Беч 7 сентября 1939 года. С первых дней начались преследования евреев. Их жестоко избивали, отрезали им бороды, отправляли на принудительные работы, грабили. Ежедневно обыскивали дома евреев. Оккупационные власти захватили молельные дома и другие религиозные строения, превратив их в склад и кинотеатр. Зимой 1939 −1940 годов в Беч доставили из Лодзи около 500 евреев, в результате чего численность еврейского населения города достигла 1300 человек. В то же время евреям города старше 12 лет было приказано носить нарукавные повязки со Звездой Давида.
Зимой 1940 года в Бече был сформирован юденрат, председателем которого назначили купца Мордехая Пелера. Тогда евреи имели право покидать город.

## Гетто
Первая информация о создании гетто в Бече относится к октябрю 1941 года. Тогда же евреям запретили покидать город. Гетто стало закрытым в марте — апреле 1942 года. В его границы были включены переулки вокруг рыночной площади. Выход из города был разрешён только трём членам юденрата, чтобы они могли выполнять свои непосредственные обязанности. Малоимущие узники и беженцы страдали от голода, поскольку в гетто не было работы. За порядком в гетто следила польская полиция.
3 января 1942 года из Ясло и Горлице в Беч прибыла немецкая полиция и сотрудники гестапо. В этот день ими были убиты 18 человек. 17 февраля они расстреляли 14 евреев. Спустя два дня был арестован 71 еврей, из которых 31 — расстреляли, а 40 — отпустили. 28 апреля гестаповцы убили 14 евреев, из-за того, что они якобы были коммунистами. 25 июля по обвинению в нарушению законов Германии расстреляли еще пять человек. В июля 1942 года в гетто Беча нацисты согнали евреев с близлежащих поселений, в результате чего число узников достигло 1700 человек.

## Ликвидация гетто
Ликвидация гетто в Бече проводилась в рамках операции «Рейнхард». В 3 часа ночи 14 августа 1942 года территория гетто была оцеплена. Узникам приказали собраться на центральной площади в 7 часов утра. Больных и старых расстреляли на месте. Около тысячи узников заключили в соседние дома, где их продержали в тесноте, без воды и еды до 17 августа. В этот день их отправили в лагерь смерти в Белжеце. Пытавшихся скрыться — убивали на месте. Председатель юденрата и его помощник были отправлены в Горлице. Там их убили на еврейском кладбище. До октября 1942 года в Бече оставалась небольшая группа рабочих, позже их отправили в трудовой лагерь в Пшемысле, а затем они были расстреляны.